# Педро Нуньо Колон де Португал
Педро Нуньо Колон де Португал-и-Кастро, 6-й герцог Верагуа, 6-й маркиз Ямайки, 6-й граф Хельвес (исп. Pedro Nuño Colón de Portugal y Castro; 13 декабря 1628, Мадрид — 8 декабря 1673, Мехико) — испанский дворянин, военный и государственный деятель, вице-король Новой Испании с 3 декабря 1673 по 8 декабря 1673 год.

## Ранняя жизнь
Он родился в Мадриде 13 декабря 1628 года. Сын Альваро Колона де Португал-и-Портокарреро (1598—1636), 5-го герцога Верагуа, 6-го адмирала Индий (1626—1636), и Каталины де Кастро-и-Португал, 5-й графини Хельвес (1607—1634).

## Карьера
18 ноября 1634 года после смерти своей матери Педро Нуньо стал 6-м графом Хельвес. 26 апреля 1636 года после смерти своего отца Педро Нуньо де Португал-и-Кастро унаследовал титулы 6-го герцога Верагуа, 6-го маркиза Ямайки и 6-го адмирала Индий.
Педро Нуньо был кавалером Ордена Золотого Руна в 1670 году, а также унаследовал должности адмирала и аделантадо Индий. Участвовал в войнах за Фландрию, Алжире и Каталонию, где был генерал-лейтенантом королевской гвардии и генерал-капитаном флота. Он стал первым вице-королем Новой Испании, названным под властью короля Испании Карлоса II.
28 апреля 1672 года Энрике де Толедо-и-Осорио, маркиз де Вильяфранка, был назначен вице-королем Новой Испании, но отказался от этого поста. Вместо этого Колон де Португал был назначен вице-королем 10 июня 1672 года и прибыл в Веракрус в сентябре 1673 года. Он задержался в Веракрусе на некоторое время, чтобы осмотреть там укрепления, поскольку Испания тогда находилась в состоянии войны с Францией.
Он прибыл в Чапультепек 16 ноября 1673 года и оставался там три недели по состоянию здоровья, прежде чем въехать в Мехико. Он завладел правительством в ночь на 20 ноября, но задержал выполнение функций правительства. Наконец, он торжественно въехал в Мехико 8 декабря 1673 года, и его правительство датируется этой датой, а не 20 ноября. Одним из его немногих официальных действий было снижение цен на какао и кукурузу.
Однако губернаторство Колона де Португалия продлилось недолго, поскольку он умер 13 декабря в 5 часов утра, всего через пять дней после официального вступления в должность. Его срок был самым коротким из всех вице-королей. Его похороны прошли с большой торжественностью в соборе, где его останки были помещены в часовне Санто-Кристо. Некоторые историки утверждают, что его останки позже были перевезены в Испанию, но другие утверждают, что они до сих пор находятся в соборе.
В день его смерти инквизитор Хуан де Ортега передал Аудиенсии запечатанные инструкции о том, что в случае смерти Педро Нуньо Колона де Португала правительство должно быть передано Пайо Энрикесу де Ривере, архиепископу Мексики.

## Потомки
Его первый брак, датированный 8 февраля 1645 года, когда ему было 18 лет, был заключен с Изабель де ла Куэва-и-Энрикес де Кабрера (1620—1657), дочерью Франсиско Фернандеса де ла Куэва, 7-го герцога Альбуркерке (1575—1637), и Анны Энрикес де Кабрера. У супругов родился один сын:
- Педро Мануэль Колон де Португал, 7-й герцог Верагуа (25 декабря 1651 — 9 сентября 1710), кавалер Ордена Золотого Руна (1675), вице-король Валенсии (1679—1680), вице-король Сицилии (1696—1701) и вице-король Сардинии (1706—1708). Будущий 7-й герцог Верагуа, женился в 1674 году на Терезе Марианне де Айяла Толедо-и-Фахардо де Мендоса, 4-й маркизе де Сан-Леонардо (ок. 1650—1714). Дочь 7-го герцога де Верагуа, Каталина Вентура (1690—1739), сестра 8-го герцога Верагуа, в свою очередь, выйдет замуж за знаменитого Джеймса Фитца-Джеймса Стюарта, 2-го герцога Берика, посла Испании в России.

Его второй женой стала Мария Луиза де Кастро и Португал, дочь Франсиско Фернандеса де Кастро и Португала, 9-го графа де Лемос (1613—1662), и Антонии Тельес-Хирон и Энрикес де Риберы (1590—1648). У супругов было трое детей:
- Каталина Колон де Португал (1660—1700)
- Альваро де Португал (+ 1692)
- Франсиска Колон де Кастро